# Lipaugus weberi

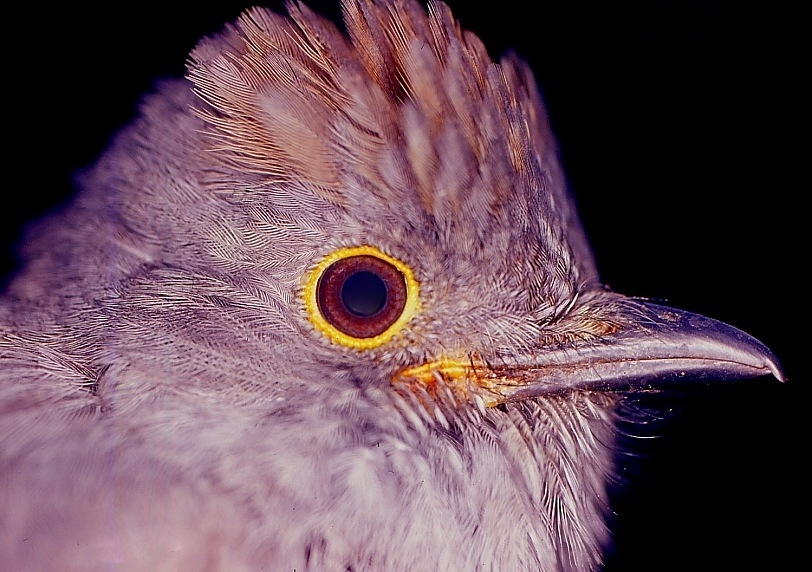

Lipaugus weberi (лат.) — вид птиц рода сорокопутовых пих семейства котинговых. Подвидов не выделяют. Обитает в Колумбии. Вероятно, близкий родственник Lipaugus fuscocinereus.

## Этимология
Родовое имя «Lipaugus» происходит от греческого «lipaugēs»: темный, покинутый светом, а видовое название «weberi» в память о колумбийском орнитологе и защитнике природы Уолтере Х. Вебере.

## Распространение
Вид был найден только в лесах на севере и северо-востоке Центральной Кордильеры Анд (к востоку от долины Нечи в Антьокии). Первоначально он был известен всего в 5 местах в регионе, однако теперь он зарегистрирован в 16 населенных пунктах в муниципалитетах Анори и Амальфи.

## Описание
Взрослые особи достигают длины 20—25 см и массы от 69,4 до 72,2 г. Длина хвоста 10,4—10,7 см; длина крыла 12,5—13,1 см. Верхняя часть тела и кроющие перья крыльев тёмно-серые с более светлой окантовкой на большинстве перьев. Маховые перья тёмно-коричневато-серые с окантовкой цвета корицы на второстепенных и третьестепенных маховых перьях Окологлазное кольцо жёлтое. Ближе к хвосту на конце спины есть оливково-коричневые тона. Хвост серовато-коричневый. Живот выглядит серебристо-серым, а под хвостом перья желтовато-коричневые
.

## Образ жизни
Представители этого вида предпочитают жить поодиночке, хотя иногда встречаются парами или в группах, в которые входят особи других видов. Питаются в основном ягодами, например Myrsine coriacea. Также иногда питаются беспозвоночными.